# Renata von Pückler
Renata Charlotte Elisabeth von Pückler (geboren 1. Dezember 1971 in Karlsruhe) ist eine Richterin am Bundesgerichtshof.
Nach dem Abschluss ihrer juristischen Ausbildung trat von Pückler im Januar 1999 in den höheren Justizdienst des Landes Hessen ein. Dort war sie in der Proberichterzeit beim Amtsgericht Hofgeismar, dem Landgericht Kassel, dem Amtsgericht Fritzlar und zuletzt beim Amtsgericht Melsungen eingesetzt, wo sie im Januar 2002 zur Richterin am Amtsgericht ernannt wurde. In der Zeit von August 2008 bis November 2013 war sie als wissenschaftliche Mitarbeiterin an das Bundesverfassungsgericht abgeordnet und im Anschluss bis August 2014 an das Oberlandesgericht Frankfurt am Main. Im September 2014 wurde sie dort zur Richterin am Oberlandesgericht ernannt.
Im selben Jahr wurde sie von der Universität Gießen mit einer Dissertation zum Thema „Der Ausgleich konkurrierender Ehegattenunterhaltsansprüche“ zum Doktor der Rechte promoviert. Sie ist seit der 80. Auflage Mitautorin des Grüneberg und kommentiert dort die Vorschriften des Bürgerlichen Gesetzbuchs zum Familienunterhalt, zum Geschiedenenunterhalt und zum Kindesunterhalt.
Bei dem Oberlandesgericht Frankfurt war sie Mitglied verschiedener Senate für Familiensachen und eines Zivilsenats. Ihre richterliche Tätigkeit dort unterbrach sie von Juni 2017 bis Mai 2019 für eine Abordnung an das damalige Bundesministerium der Justiz und für Verbraucherschutz. Am 26. März 2024 trat sie ihren Dienst als Richterin am Bundesgerichtshof an, bei dem sie dem X. Zivilsenat zugewiesen ist.
Renata von Pückler ist die Tochter von Mark G. von Pückler.